# Punt van Nagel

Het punt van Nagel

Het punt van Nagel is een driehoekscentrum.
In een gegeven driehoek raakt elke aangeschreven cirkel aan een van de zijden BC, AC of AB. Het punt van Nagel is het snijpunt van de drie lijnen van deze raakpunten naar de tegenoverliggende hoekpunten. Het is isotomisch verwant met het punt van Gergonne en is het driehoekscentrum met kimberlingnummer X(8). Het punt van Nagel is het anticomplement van het middelpunt van de ingeschreven cirkel.
Barycentrische coördinaten voor het punt van Nagel zijn {\displaystyle (-a+b+c:a-b+c:a+b-c)=(s-a:s-b:s-c)}, waar s de halve omtrek van ABC is.
Het punt van Nagel ligt op de rechte van Nagel.